# Louise Françoise de Mailly
Louise Françoise de Mailly, marquise de Listenois est une dame de la cour de Louis XIV.

## Famille
Née en 1691 de Louis de Mailly (1663-1699) et Anne-Marie-Françoise de Sainte-Hermine (1670-1734). Elle a notamment pour sœurs Françoise de Mailly (1688-1742), marquise de la Vrillière et Françoise de Mailly (1695-1767), vicomtesse de Polignac.

## Mariage

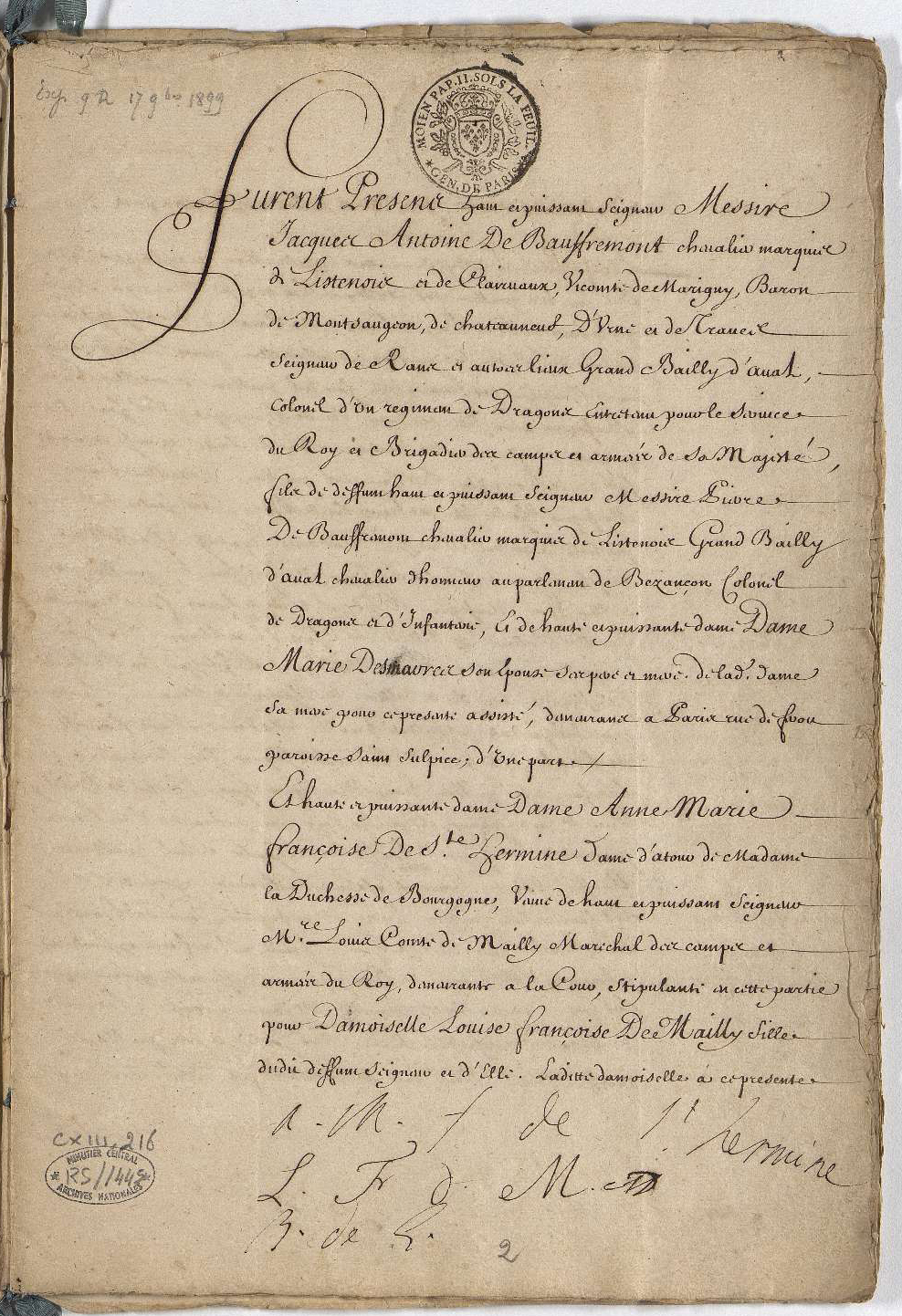
Contrat de Mariage de Françoise Louise de Mailly (1691-1706).

La cérémonie de fiançailles de Françoise-Louise de Mailly et de Jacques Antoine de Bauffremont, marquis de Listenois, a lieu le 10 janvier 1706 à Versailles, dans le cabinet de la Duchesse de Bourgogne, en présence du roi Louis XIV et d'« une cour si nombreuse qu'on ne pouvoit pas se retourner dans tout l'appartement » raconte le Marquis de Sourches. Elle est présidée par l’évêque de Senlis. Le mariage est célébré le 11 novembre 1706 à Versailles à la chapelle du roi, en présence de la Duchesse de Bourgogne. Le roi donne à cette occasion 26 000 écus et 6000 livres de pension au Marquis de Listenois. La marquise de Mailly donne à sa fille 25 000 écus et s'engage à nourrir le couple pendant 6 ans. En novembre et décembre 1707, le mari indélicat, que Saint Simon décrit comme « fou sérieux, aussi fou que ceux qu'on enferme », prétextant avoir été fait prisonnier par l'armée du Rhin, escroque sa belle-mère de 1 200 pistoles,.
Françoise Louise de Mailly mène alors la vie des dames de la cour, participant à des repas, des festins, des promenades à cheval et des parties de chasse à la suite du roi,,. Le 19 janvier 1710, elle met au monde une fille, (qui mourra en 1716). Le 24 septembre 1710, Jacques-Antoine de Bauffremont est tué lors du siège d'Aire sur la Lys, la laissant veuve à 19 ans. À cette époque, Madame de Maintenon écrit qu'« elle a de l'esprit, point jolie ». En 1711, lorsqu'elle annonce à Marie-Anne de La Trémoille la conversion de la Marquise de Listenois, la princesse qui est en termes d'amitié avec cette dernière, répond qu'« elle a de l'esprit, et est très capable de réflexion ».

## Vers satyriques
Le début de la régence est marqué par les pratiques libertines à la cour. En réaction, de nombreux poèmes et chansons satyriques circulent qui fustigent les mœurs des nobles de la cour. La Marquise de Listenois n'est pas la plus citée, mais son homosexualité semble notoirement connue et révélée dans quelques vers dont l'un dit :
« Une femme descendue en droite ligne de Sapho :

Madame de Listenay. » 1713
Un autre poème satirique, les Mirlitons, souligne aussi sa non-conformité aux stéréotypes de genre :
« Voyant Listenay paroître,
L'Amour fut embarrasé ;
Ne pouvant pas reconnoitre
Lequel sexe étoit placé

A son mirliton, etc. » 1723
A la lumière de ces vers, on comprend les allusions du Duc de Saint Simon qui, en Août 1713, dans une correspondance à Michel Chamillart, la décrit comme une femme peu commode :
« Vous êtes excellent de vous souvenir encore avec aise de nostre aventure Listenique. Premièrement, ces sortes d'eugueulées qui ont un sexe et un nom m'étourdissent toujours, et puis vous scaurez quelque jour pour quoy je fus si stupide (...) jugez ce que je pouvais faire avec une si vilaine et si halbrenante femelle. »
Voltaire fait preuve du même dédain à l'égard de la Marquise de Listenois dans sa poésie. Installé à Sully en 1716, il la rencontre, ainsi que sa sœur, la marquise de la Vrillière, à l'occasion d'un bal masqué. Il compose à leur intention un ensemble de trois poèmes : Nuit blanche de Sully. S'il s'attarde sur la grâce et la beauté de la Marquise de la Vrillière dans deux des poèmes, celui qu'il dédie à Françoise Louise de Listenois est à la limite de l'insulte, la décrivant évoluant dans un « sabbat maudit », indifférente au fait qu'on voudrait lui plaire.

## Fugue amoureuse
Vers 1730, la marquise de Listenois noue une relation amoureuse avec une jeune femme, Mlle Lambert, qu'on dit « très bien faite, quoique un peu maigre ». Elle lui promet notamment, pour se l'attacher, une rente à vie de 6 000 livres. En mars 1730, sa mère demande une lettre de cachet contre elle afin de la faire incarcérer. Les deux femmes prennent la fuite. On les attrape à la mi-avril 1730 à Pont-de-Vaux, en compagnie d'une fillette qui appelle l'une « papa », et l'autre « maman ». Incarcérée, elle est tirée de prison au début du mois de mai par la marquise de la Vrilllière et elle s'installe dans un couvent à Saint Mandé, dans l'attente de son jugement. Mlle Lambert, menacée d'être enfermée au couvent de Saint Michel, est finalement libérée. Elle dira qu'elle cherchait depuis longtemps à se distancer de la marquise. On s’apercevra qu'elle est enceinte, et Madame de Listenois soutiendra que ce ne peut être que par elle.

## Difficultés financières
En décembre 1742, elle est impliquée dans l'affaire du « bon du Roi ». Elle avait obtenu par l'entremise de sa cousine, Mlle de la Tournelle, alors maîtresse du roi Louis XV, un bon du roi pour une charge de fermier général. Celle-ci avait été négociée pour 50 000 livres à M. Mabile, secrétaire de l'intendance de Paris, et la somme partagée entre plusieurs personnes. La faveur étant inhabituelle, elle est rapportée au roi en 23 décembre qui déclare que le bon est un faux. L'affaire du « bon du Roi » déclenche un scandale à la cour, des arrestations et une enquête. La marquise de Listenois, à l'époque pressée d'argent, refuse de rendre la somme qu'elle a perçue. Mabile, pour se rembourser, prélève 4 500 livres qu'il avait avancés sur les arrérages de sa pension de 7 200 livres. La marquise sera finalement disculpée en juillet 1743.

## Spiritualité
Le 3 mai 1743, elle entre dans l'ordre des Dames de la Croix étoilée.

## Décès
Louise Françoise de Mailly, marquise de Listenois, décède le 26 février 1769 à l'abbaye Saint Antoine de Sens. Sa bibliothèque est mise en vente quelques semaines plus tard.

## Documents iconographiques
- Contrat de mariage entre Jacques Antoine de Bauffremont et Louise Françoise de Mailly, 1706. Archives Nationales de France.